# بالاقاراق
بالاقاراق هي بلدة في مقاطعة كانيمخ في ولاية نواوي في أوزبكستان.